# Christoffel Robertus
Christoffel Robertus was een Nederlands bier van lage gisting.
Het bier werd gebrouwen in Roermond, bij Brouwerij Sint Christoffel. Het was een amberkleurig bier met een alcoholpercentage van 6%.
Christoffel Robertus is het tweede bier dat de brouwerij heeft ontwikkeld. 